# Ambrosetti (Santa Fe)
Ambrosetti is een plaats in het Argentijnse bestuurlijke gebied San Cristóbal in de provincie Santa Fe. De plaats telt 1355 inwoners.